# Buthier

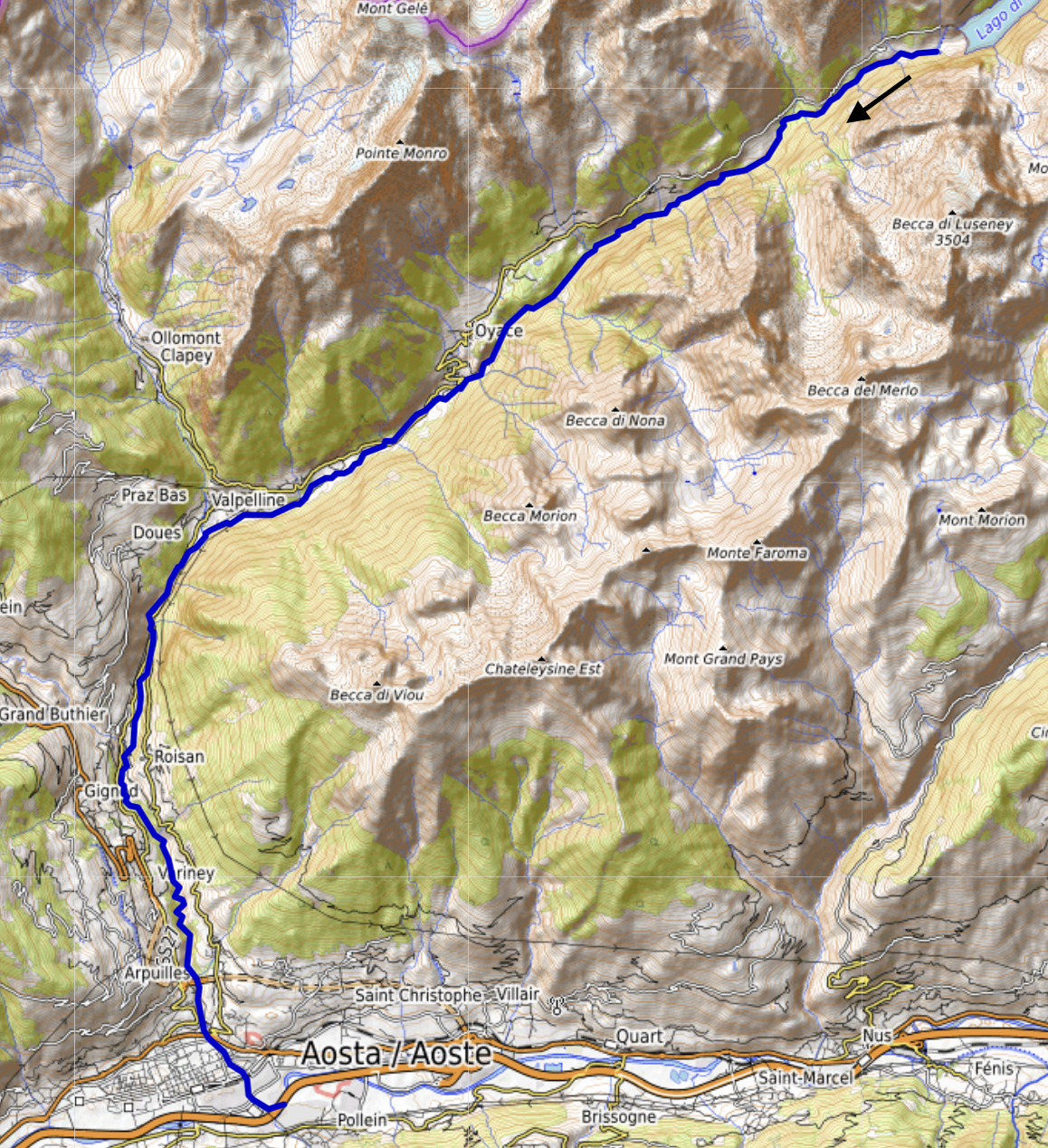
A folyó Északnyugat-Olaszország térképén

A Buthier olaszországi folyó, a Dora Baltea mellékfolyója, amely a Valpellinéből ered.
A Dora Baltea után ez a második Aosta-völgyi folyó, a régió összes többi folyója pedig pataknak számít.
A Dorát és a Buthiert két szobor képviseli aostai Émile Chanoux téren látható két szökőkúton.

## Etimológiája
A folyó neve kétségtelenül a kelta eredetű, vízfolyást jelentő szóból származik, az Aosta-völgyet ugyanis a római hódítás előtt kelta–ligur lakosság, a szalasziak népesítették be.

## Földrajza
A Tsa de Tsan gleccserből emelkedik ki, a Bionaz völgy felső részén, 2700 méteres magasságban, amelynek kezdeti folyását azonnal összevonja a Grandes Murailles gleccserből kifolyó patak (3000 méteren). A Buthier-t ezután a Place-Moulin gát blokkolja, majd folytatja útját egészen Aostáig.
Fő bal oldali mellékfolyói a:
- Ru Verdonaz
- Vessonaz patak

Fő jobb oldali mellékfolyói:
- az ollomonti Buthier
- az Artanavaz patak (a Nagy-Saint-Bernard völgyéből)

## Képgaléria

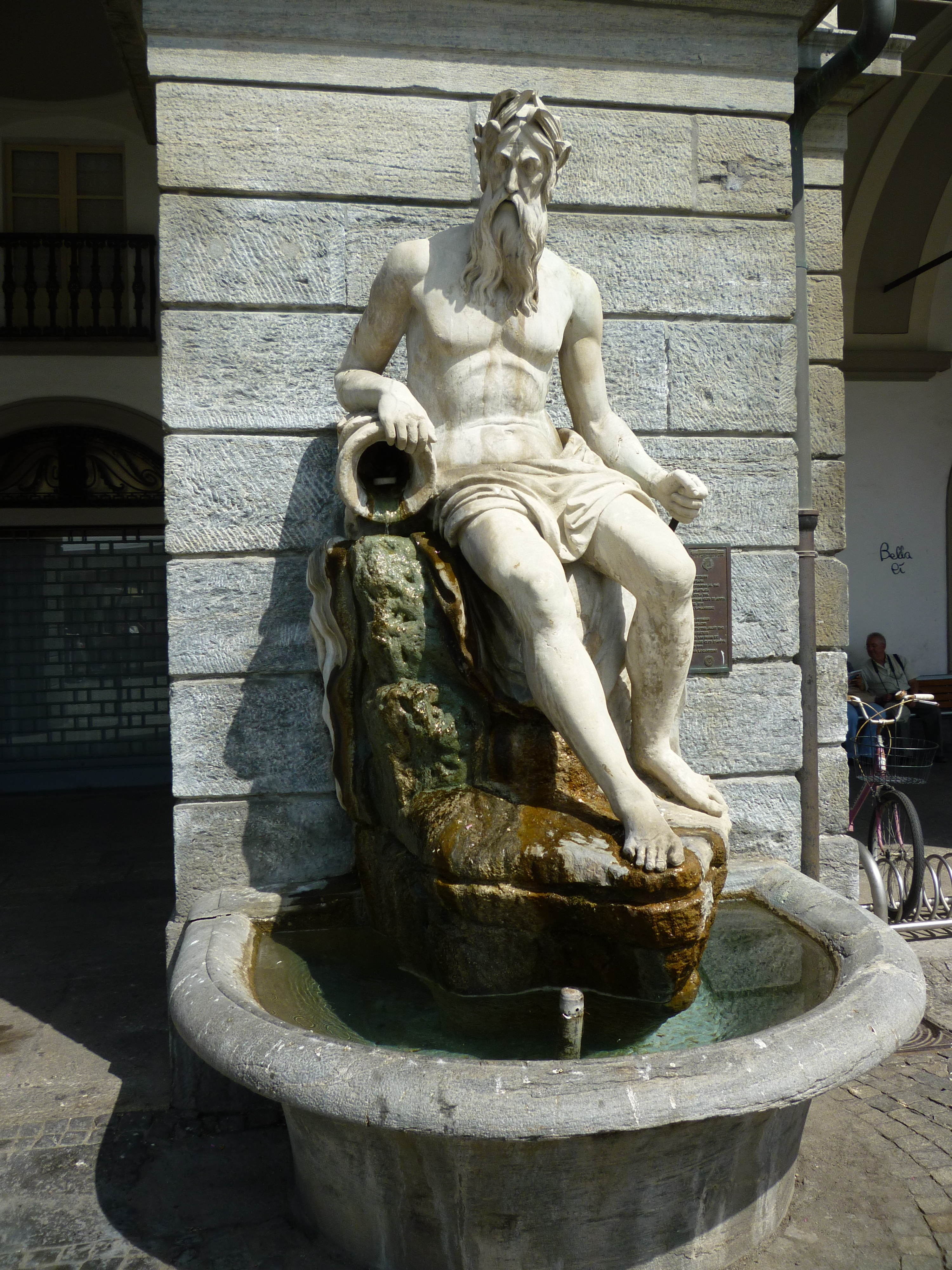
A Buthier-szökőkút, Émile Chanoux tér, Aosta
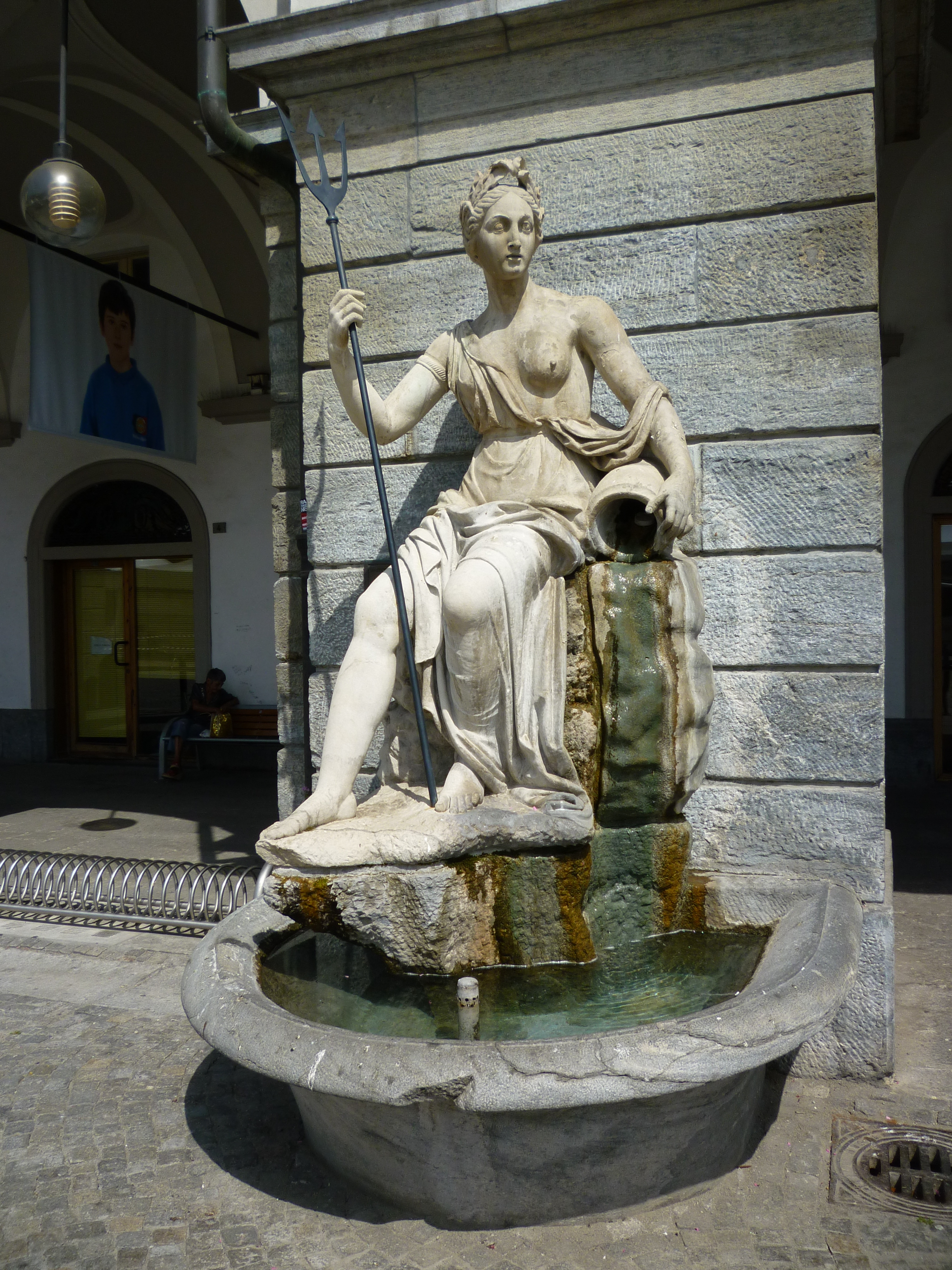
A Dora Baltea-szökőkút
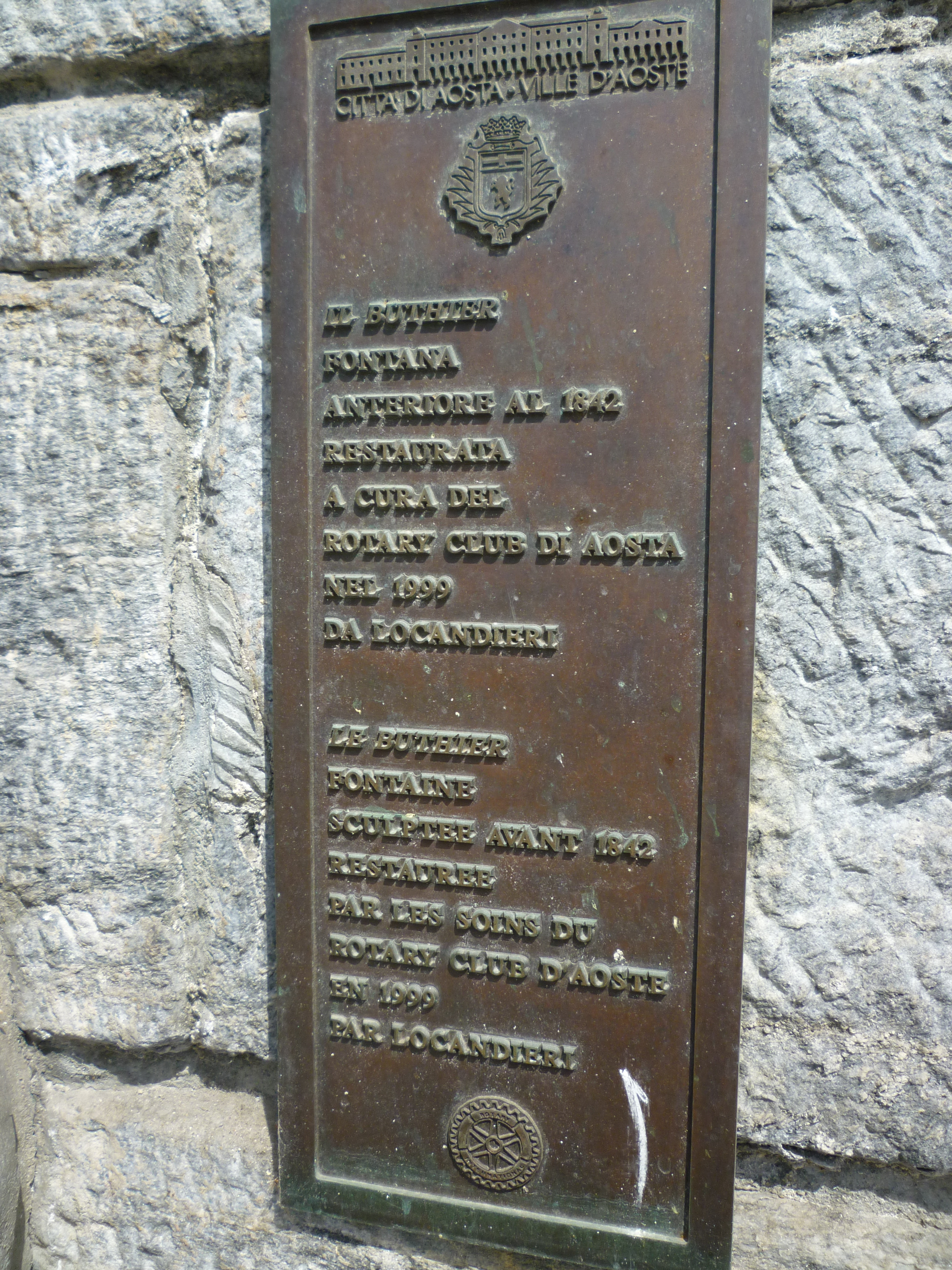
A szökőkút ismertető táblája
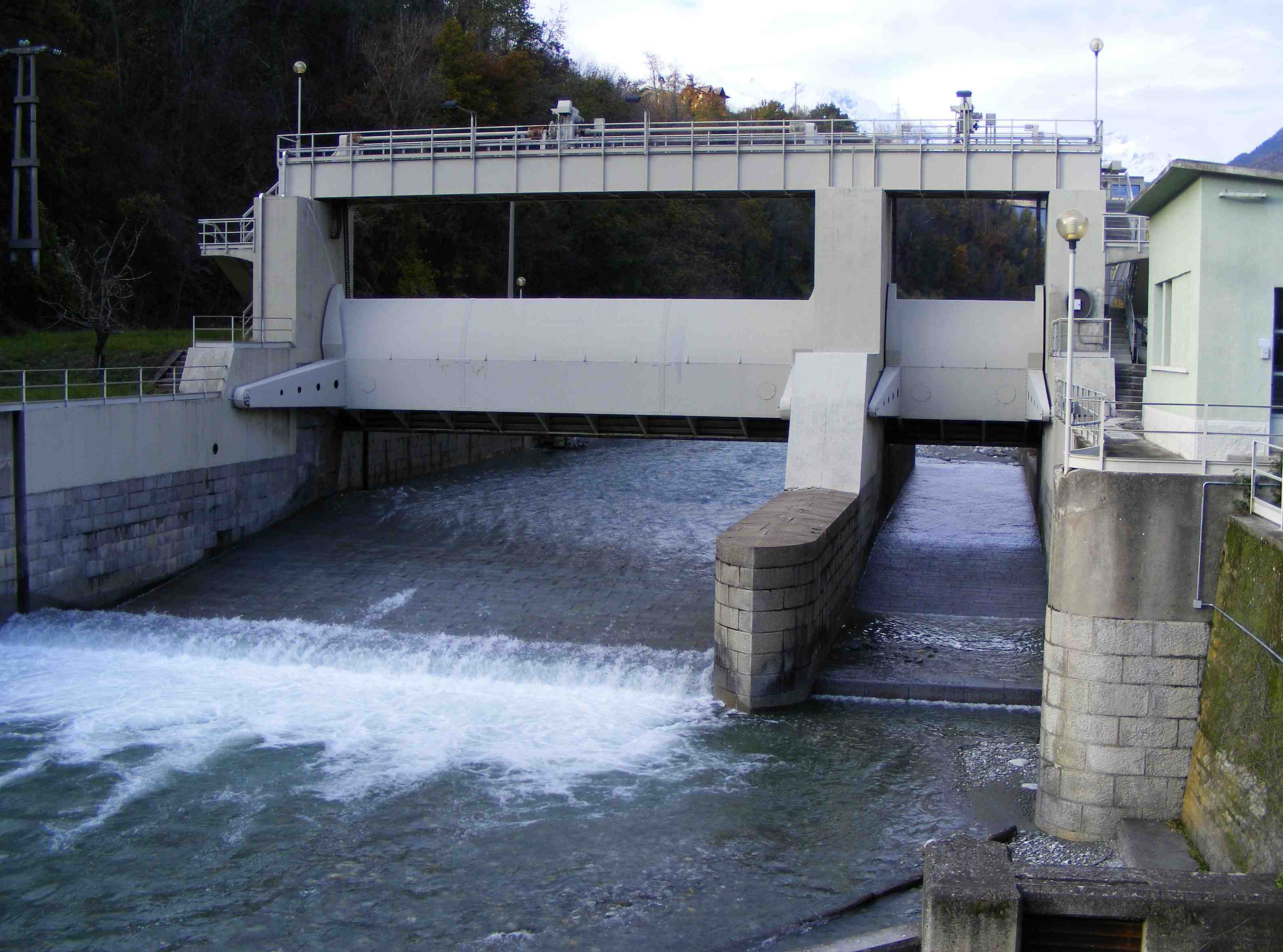
Zsilip a folyócskán

## Fordítás
- Ez a szócikk részben vagy egészben  a   Buthier című francia Wikipédia-szócikk ezen változatának fordításán alapul.  Az eredeti cikk szerkesztőit annak laptörténete sorolja fel. Ez a jelzés csupán a megfogalmazás eredetét és a szerzői jogokat jelzi, nem szolgál a cikkben szereplő információk forrásmegjelöléseként.